# Kuna (NDH)
Kuna je od 1941. do 1945. bila valuta Nezavisne Države Hrvatske. Uvedena je kao sredstvo plaćanja 8. srpnja 1941. godine. Dijelila se na 100 banica. Privremeno su u platnom prometu bile i novčanice talijanske lire i njemačke novčanice "Reichskreditkassenschein" tiskane isključivo za upotrebu u okupiranim zemljama, a koje nisu bile zakonsko sredstvo plaćanja na državnom teritoriju njemačkog Trećeg Reicha, do 31. prosinca 1941. odnosno 23. kolovoza 1941., a nakon toga kuna je bila jedino i isključivo zakonito sredstvo plaćanja.
Sitni kovani novac bivše Kraljevine Jugoslavije bio je zakonskim platežnim sredstvom do 31. prosinca 1942. godine.
Kunu su jugoslavenske komunističke vlasti povukle iz optjecaja u razdoblju od 30. lipnja do 9. srpnja 1945.
Novčanice (kune) u prometu:
50 banica (kratica b), 1 i 2 Kn (25. rujna 1942.)
10 Kn (30. kolovoza 1941.)
50, 100, 500 i 1000 Kn (26. svibnja 1941.)
5000 Kn (15. srpnja 1943.)
1000 i 5000 Kn (1. rujna 1943.)
Novčanice kune koje zbog ratnih okolnosti nisu izdane, a u potpunosti su bile izrađene:
100 i 500 Kn (1. rujna 1943.)
20 i 50 Kn (15. siječnja 1944.)
Novčanice u planu:
10.000 Kn (1. rujna 1943.) nacrt nepoznat, do kraja rata nije bila naručena u tiskari u Leipzigu.   
50.000 Kn (28. veljače 1945.) nacrt izrađen, do kraja rata nije bila naručena u tiskari u Leipzigu. 
Uporabom dinara preostalih iz Kraljevine Jugoslavije nanijete su mnoge štete na početku, jer zbog poroznosti granice prema Srbiji nije bilo moguće nadzirati veličinu emisije novca.
Tečaj kune 1941. − 1945. u odnosu na njemačku reichsmarku (RM) bio je fiksan 20 Kn za 1 RM (1 USD = 2,50 RM ili 50 Kn. Od jeseni 1942. za doznake iz svijeta građanima i vojnicima na službi u Wehrmachtu primjenjivan tečaj 40 Kn = 1 RM, od proljeća 1943. 60 Kn = 1 RM, od jeseni 1944. do 8. svibnja 1945. 120 Kn = 1 RM.
Tijekom zamjene kune za novi jugoslavenski dinar 1945., kune su se mijenjale u omjeru 7 dinara za 1000 kuna u Hrvatskoj i BiH (do najviše 3500 dinara), a u dijelu Srijema koji je pripao Srbiji, 25 dinara za 1000 kuna (do najviše 5000 dinara).[ovo treba unijeti u članku kako se favoriziralo Srbiju u Jugoslaviji!]

## Novčanice
| Izgled                                                                                 | Nominalna vrijednost | Nadnevak izdavanja | Boja                       | Dimenzije | Napomena |
| -------------------------------------------------------------------------------------- | -------------------- | ------------------ | -------------------------- | --------- | --- |
|                                                                                        | 50 banica            | 25. rujna 1942.    | plava i svjetlo smeđa      | 44×80 mm  | |
|                                                                                        | 1 kuna               | 25. rujna 1942.    | tamno plava i smeđa        | 81×44 mm  | |
|                                                                                        | 2 kune               | 25. rujna 1942.    | tamno smeđa i crvena braun | 81×44 mm  | |
|                                                                                        | 10 kuna              | 30. kolovoza 1941. | maslinasto zelena          | 135×68 mm | |
|                                                                                        | 20 kuna              | 15. siječnja 1944. | smeđa                      | 140×64 mm | Izrađena, ali nije izdana |
|                                                                                        | 50 kuna              | 26. svibnja 1941.  | smeđa i crvena             | 140×75 mm | |
|                                                                                        | 50 kuna              | 15. siječnja 1944. | zelena                     | 144×67 mm | |
|                                                                                        | 100 kuna             | 26. svibnja 1941.  | plava i zelena             | 150×80 mm | |
|                                                                                        | 100 kuna             | 1. rujna 1943.     | tamnoplava i smeđa         | 157×73 mm | |
|                                                                                        | 500 kuna             | 26. svibnja 1941.  | crveno-smeđa               | 157×84 mm | |
| Datoteka:500 kuna 1943 faksimil lice.jpg · Datoteka:500 kuna 1943 faksimil naličje.jpg | 500 kuna             | 1. rujna 1943.     | ljubičasta                 | 167×76 mm | Nije izdana |
|                                                                                        | 1000 kuna            | 26. svibnja 1941.  | maslinastozelena           | 137×68 mm | |
|                                                                                        | 1000 kuna            | 1. rujna 1943.     | tamno smeđa, žuta i zelena | 176×80 mm | Djevojka na slici je Josipa Kovačević iz Mrzovića, članica Seljačke sloge. Fotografiju je snimio Tošo Dabac 1938. godine kad je djevojka nastupila na Smotri hrvatske kulture u Zagrebu. Lik je na matricu za novčanicu prenio akademski slikar Ljubo Babić. Dugo nije bilo poznato je li djevojka sa slike stvarna. Naposljetku je numizmatičar Vedran Krušelj istraživanjem došao do njena identiteta. |
|                                                                                        | 5000 kuna            | 15. srpnja 1943.   | smeđa, ljubičasta i zelena | 180×95 mm | |
|                                                                                        | 5000 kuna            | 1. rujna 1943.     | crveno-smeđa, plava        | 185×85 mm | |
|                                                                                        | 50 banica            | 1. rujna 1942.     |                            | 69×48mm   | samo za Zagreb |
|                                                                                        | 1 kuna               | 1. rujna 1942.     |                            | 69×48mm   | samo za Zagreb |
|                                                                                        | 2 kune               | 1. rujna 1942.     |                            | 69×48mm   | samo za Zagreb |

## Kovanice
| Izgled | Izgled | Nominalna vrijednost | Nadnevak izdavanja | Dimenzije | Napomena |
| ------ | ------ | -------------------- | ------------------ | --------- | -------- |
|        |        | 2 kune               | 1941.              |           |          |

## Probni odljevi kovanica
| Izgled | Izgled | Nominalna vrijednost | Nadnevak izdavanja | Dimenzije | Napomena |
| ------ | ------ | -------------------- | ------------------ | --------- | --- |
|        |        | 0,25 kuna            | 1941.              |           | |
|        |        | 50 banica            | 1941.              |           | |
|        |        | 50 banica            | 1941.              |           | |
|        |        | 1 kuna               | 1941.              |           | |
|        |        | 1 kuna               | 1941.              |           | |
|        |        | 1 kuna               | 1941.              |           | |
|        |        | 1 kuna               | 1941.              |           | |
|        |        | 2 kune               | 1941.              |           | |
|        |        | 2 kune               | 1941.              |           | |
|        |        | 2 kune               | 1941.              |           | |
|        |        | 2 kune               | 1941.              |           | |
|        |        | 5 kuna               | 1934.              |           | Hrvatska revolucionarna organizacija "Ustaša" je izdala ovaj novac povodom 5. godišnjice osnutka ustaškog pokreta, 7 godina prije uspostave NDH. . Na reversu (zadnja strana) kovanice se nalazio hrvatski grb (u vidu šahiranog grba s prvim neišaranim, dakle praznim poljem u lijevom gornjem uglu) u okviru od klasja žita s tekstom “ZA NEZAVISNU DRŽAVU HRVATSKU”. Kovanice su bile iskovane najvjerojatnije u Berlinu (Njemačka) iz srebra čistoće Ag 900/1000, zupčastog ruba, promjera 23 mm, te težine 4,34 grama. Postoje i probni otkovi u bronci i leguri bakra i nikla. |
|        |        | 5 kuna               | 1941.              |           | |
|        |        | 10 kuna              | 1941.              |           | |
|        |        | 500 kuna             | 1941.              |           | |
|        |        | 500 kuna             | 1941.              |           | |

## Vanjske poveznice
- Novac NDH
- Probni kovani novac NDH  Arhivirana inačica izvorne stranice od 8. srpnja 2013. (Wayback Machine)